# 海，另一個未知的宇宙
《海，另一個未知的宇宙》（德語：Nachrichten aus einem unbekannten Universum，直譯為「來自一個未知宇宙的訊息」），副標題為穿越海洋的時光旅行（Eine Zeitreise durch die Meere），是德國作家法蘭克·薛慶（Frank Schätzing）將其為了撰寫小說《群》耗時五年所收集的資料彙整並改寫而成的一本非小說類書籍。
據作者本人表示，撰寫《群》時所收集的資料僅使用了大約二成，應德國科學雜誌《PM》主編之邀而將剩餘的八成資料改寫成冊。原訂計畫為「方便攜帶」約一百五十頁左右的小書，但因為內容龐雜，最後的成書竟厚達六百多頁（德文版，中文版為四百多頁）。本書以幽默而輕鬆的筆調描述了從古至今乃至於未來的海洋世界，為薛慶的第七本著作。

## 內容概述
本書以海洋為主題，行文則按照時間的演進來安排，將全書依序分為〈前天〉、〈昨天〉、〈今天〉、〈明天〉與〈後天〉等部，書末則有專有名詞解釋及地質年代表等附錄。
- 〈前天〉主要敘述本書的寫作緣起、動機與全書大綱，可視為本書的序文。
- 〈昨天〉闡述地球海洋的起源，並描述地質時代中海洋生物演化的歷史。
- 〈今天〉提及各種海洋物理學現象（波浪、潮汐、海嘯、洋流），以及現今世界由微觀到巨觀的海洋生態。
- 〈明天〉介紹關於海洋的各項科技：仿生學、醫藥、能源、深海探勘、海上建築甚至於探索外星球的海洋。
- 〈後天〉為作者對於人類之於海洋世界的影響所提出的評論與結論。

## 外部連結
- 本書簡介（德文）
- 薛慶的個人網站 （页面存档备份，存于）（德文）
- 《群》的官方網站（德文）